# Frank B. Kellogg
Frank Billings Kellogg (født 21. december 1856 i Potsdam, New York, død 21. december 1937 i Saint Paul) var en amerikansk jurist og politiker. Han var USA's udenrigsminister 1925-1929. I 1930 modtog han Nobels fredspris for 1929.